# حمدان العازمي
حمدان سالم فنيطل العازمي (16 أبريل 1968 - )؛ نائب في مجلس الأمة الكويتي.

## سيرته
حصل حمدان على ليسانس حقوق جامعة الإسكندرية، تبعها ماجستير بالقانون المدني بجامعة طنطا، كان يعمل مُحاميًا وباحثًا قانونيًا في وزارة الداخلية ونال عضوية جمعية المحاميين الكويتية وعضوية جمعية العمرية والرابية التعاونية، شارك في انتخابات مجلس الأمة الكويتي 2013 وحصل على المركز الخامس في الدائرة الخامسة بـ2,407 صوت وفاز بالانتخابات، كما شارك في انتخابات مجلس الأمة الكويتي 2016 وحصل على المركز الثاني في الدائرة الخامسة بـ5,038 صوت وفاز بالانتخابات، وفاز بإنتخابات مجلس الأمة 2020 بـ8387 صوت عن الدائرة الخامسة.

## عضوياته
- محامي قطاع خاص.
- باحث قانوني بوزارة الداخلية.
- عضو نقابة المحامين الكويتيين.
- أمين صندوق جمعية العمرية والرابية التعاونية.
- أمين سر جمعية العمرية والرابية التعاونية.
- عضو مجلس إدارة جمعية العمرية والرابية التعاونية.
- عضو مجلس أمة 2013.
- عضو مجلس أمة 2016.
- عضو مجلس أمة 2020.
- عضو مجلس أمة 2023.

## أبرز مواقفه في مجلس الأمة

### مجلس الأمة 2013
| الكتل                                 | قبلي - مستقل      |
| اللجان                                | مستقل - المستقلون |
| استجواب الوزير محمد العبد الله (2013) | مع الاستجواب      |
| شطب استجواب جابر المبارك (2014)       | غير موافق         |
| قانون البصمة الوراثية (2015)          | غير موافق         |
| قانون جرائم تقنية المعلومات (2015)    | غير موافق         |
| تحويل جلسة الشريط إلى سرية (2015)     | رفض سرية الجلسة   |

### مجلس الأمة 2016
| استجواب الوزيرة هند الصبيح (يناير 2018)                  | ممتنع        |
| استجواب الوزير بخيت الرشيدي (2018)                       | مع الاستجواب |
| استجواب الوزيرة هند الصبيح (مايو 2018)                   | مع الاستجواب |
| استجواب الوزير خالد الروضان (2019)                       | مع الاستجواب |
| استجواب الوزير محمد الجبري (2019)                        | ممتنع        |
| استجواب الوزير نايف الحجرف (2019)                        | مع الاستجواب |
| استجواب الوزير براك الشيتان (2020)                       | ضد الاستجواب |
| استجواب الوزير أنس الصالح (أغسطس 2020)                   | مع الاستجواب |
| استجواب الوزير سعود هلال الحربي (أغسطس 2020)             | ضد الاستجواب |
| استجواب الوزير سعود هلال الحربي (سبتمبر 2020)            | ضد الاستجواب |
| استجواب الوزير أنس الصالح (سبتمبر 2020)                  | مع الاستجواب |
| تصويت فتح باب ما يستجد من أعمال (تعديل النظام الانتخابي) | موافق        |

### مجلس الأمة 2020
قدم حمدان العازمي في مجلس الأمة 2020 أربعة استجواب، الأول بالتعاون مع النائب محمد المطير من محور واحد وهو الانتقائية في تطبيق القوانين ضد رئيس مجلس الوزراء صباح الخالد. أما الاستجواب الثاني لوزير الدفاع حمد جابر العلي الصباح من ثلاثة محاور وهي اقحام المرأة في السلك العسكري وانتهاج سياسة التنفيع والترضيات في ترقيات وكلاء الضباط وتجاوزات مالية وادارية تسببت في إهدار المال العام. والاستجواب الثالث تم تقديمه ضد وزير التجارة عبد الله السلمان من محور واحد ترهيب وترويع قياديي الدولة والإساءة لسمعة الكويت دوليًا. والاستجواب الرابع ضد وزير الدفاع حمد جابر العلي الصباح مُجددًا من خمسة محاور.
| استجواب الوزير حمد جابر العلي (يناير 2022)    | المستجوب     |
| استجواب الوزير أحمد ناصر الصباح (فبراير 2022) | مع الاستجواب |
| استجواب الوزير علي حسين الموسى (مارس 2022)    | مع الاستجواب |